# Hartmut Soell
Hartmut Diethelm Soell (* 11. März 1939 in Kehl; † 6. April 2023 in Heidelberg) war ein deutscher Historiker und Politiker (SPD).

## Wissenschaftlicher Werdegang
Soell studierte an der Universität Heidelberg und war dort anschließend wissenschaftlicher Assistent. 1963 wurde er an seiner Alma Mata mit einer Untersuchung über Die sozialdemokratische Arbeiterbewegung im Reichsland Elsaß-Lothringen 1871–1918 bei Werner Conze promoviert. 1974 folgte seine Habilitation. Danach war er ordentlicher Professor für Neuere Geschichte an der Universität Heidelberg. Er verfasste umfangreiche Biografien zu drei SPD-Politikern der westdeutschen Nachkriegszeit.
Hartmut Soell starb am 6. April 2023.
Er ruht auf dem Heidelberger Bergfriedhof.

## Politik
Von 1965 bis 1968 war Soell Assistent der SPD-Bundestagsfraktion. Ab 1977 war er stellvertretender Vorsitzender des SPD-Kreisverbandes Heidelberg. Von 1980 bis 1994 war er Mitglied des Deutschen Bundestages. Er wurde 1980 im Bundestagswahlkreis Heidelberg direkt gewählt und zog ab 1984 über die baden-württembergische Landesliste ins Parlament ein. Im Bundestag gehörte er dem Auswärtigen Ausschuss an und war 1994 Stellvertretende Ausschussvorsitzender. Von 1987 bis 1991 war er zudem Vizepräsident sowie 1992–1993 Präsident der Versammlung der Westeuropäischen Union und dort von 1991 bis 1994 Leiter der deutschen Delegation.

## Schriften (Auswahl)
- Helmut Schmidt. 2 Bde. DVA, Stuttgart 2003–2008.
- Der junge Wehner. Zwischen revolutionärem Mythos und praktischer Vernunft. DVA, Stuttgart 1991.
- Fritz Erler. 2 Bde. Dietz, Bonn-Bad Godesberg 1976.